# Stromatopelma fumigatum
Espèce
Synonymes
- Scodra fumigata Pocock, 1900

Stromatopelma fumigatum est une espèce d'araignées mygalomorphes de la famille des Theraphosidae.

## Distribution
Cette espèce est endémique du Río Muni en Guinée équatoriale.

## Description
La femelle holotype mesure 44 mm.

## Publication originale
- Pocock, 1900 : On the scorpions, pedipalps and spiders from tropical West-Africa, represented in the collection of the British Museum. Proceedings of the Zoological Society of London, vol. 1899, p. 833-885 (texte intégral).